# Begonia isoptera
Espèce
Synonymes
- Begonia angustifolia Blume[1]
- Begonia bombycina Blume[1]
- Begonia geniculata Jack[1]
- Begonia repanda Blume[1]
- Diploclinium angustifolium (Blume) Miq.[1]
- Diploclinium bombycinum (Blume) Klotzsch[1]
- Diploclinium repandum (Blume) Klotzsch[1]
- Petermannia geniculata (Jack) Klotzsch[1]

Begonia isoptera est une espèce de plantes de la famille des Begoniaceae. Ce bégonia est originaire d'Asie du Sud-Est. L'espèce fait partie de la section Petermannia. Elle a été décrite en 1899 par James Edward Smith (1759-1828), à la suite des travaux de Jonas Carlsson Dryander (1748-1810). L'épithète spécifique isoptera est formée à partir du grec iso, égal, et ptera, ailes, ce qui signifie « à ailes égales ».

## Répartition géographique
Cette espèce est originaire des pays suivants : Indonésie ; Malaisie ; Thaïlande.